# Oliváček
Oliváček (Nesocharis) je rod drobných ptáků z čeledi astrildovitých. Oliváčci se chovají i jako okrasní ptáci, ale spíše jen vzácně a v klecích českých chovatelů se zatím objevil jediný druh — oliváček běločelý. Proto běžně oliváčky najdeme ve volné přírodě Afriky, především ve střední Africe. Nejedná se o běžný rod astrildovitých, protože na rozdíl od nich se neživí jen semeny travin, ale i ostatními semeny a také hmyzem. Liší se také v běžné lokaci, protože většina astrildovitých se zdržuje v suchých místech, oliváčci vyhledávají místa od savan až po tropické lesy. Tento rod poprvé popsal Alexander v roce 1903, když si všiml odlišností od ostatních astrildů, kam byli původně oliváčci řazeni. V Česku se chovatelé o oliváčcích mohli poprvé dozvědět v roce 1960, kdy Rudolf Vít vydal knihu Cizokrajní ptáci v klecích.

## Druhy
- Oliváček černohlavý (Nesocharis ansorgei)
  - Oliváček černohlavý je poměrně tajemný astrildovitý pták, už jen proto, že není jisté kdo ho poprvé popsal: zda to byl Hartlaubl nebo Hartert. Populace těchto ptáků nalezneme hlavně u Viktoriina jezera, mimo něj se vyskytují i v okolních státech. Již podle jména se dá odvodit, že se jedná o ptáka s černě zbarvenou hlavou. Jinak má světle šedé tělo a olivová křídla, stejně jako ostatní oliváčci. Pohlavní dimorfismus je nevýrazný.
- Oliváček běločelý (Nesocharis capistrata)
  - Oliváček běločelý je jediný druh oliváčků, který se objevil i v Česku a patrně to bylo na výstavě v Holešovicích v říjnu roku 1988. Ve zbytku Evropy se tito ptáci objevili nedlouho předtím, v roce 1971. Oliváček běločelý je drobný pták s nevýrazným pohlavním dimorfismem. A ano, skutečně dělá čest svému jménu, má totiž výrazně bílé čelo. Jinak většinu těla tvoří světle šedá nebo olivově zelená. Vyskytuje se v oblasti od Guineje až po Kamerun a Středoafrickou republiku.

- Oliváček malý (Nesocharis shelleyi)
  - Oliváček malý je ze všech oliváčků nejmenší a zároveň nejmladší, byl popsán teprve v roce 1903, zatímco ostatní dva druhy o více než 50 let dříve. Velké populace oliváčků malých najdeme poblíž Kamerunské hory. Nedaleko odsud, z ostrova Moka, pochází vzorek, podle kterého oliváčka malého popsal Alexander. Je velmi podobný oliváčkovi černohlavému, rozdíl mezi nimi je jen v límci na krku a délce těla. Ani u tohoto druhu není pohlavní dimorfismus příliš výrazný, ale samce lze od samice docela snadno rozeznat podle barvy na prsou.